# Nowa Dziedzina
Nowa Dziedzina – osada (dawny PGR) w Polsce położona w województwie zachodniopomorskim, w powiecie myśliborskim, w gminie Barlinek.
Osada należy do sołectwa Strąpie
W latach 1975–1998 miejscowość administracyjnie należała do województwa gorzowskiego.